# The Plant List
The Plant List (TPL) je seznam jmen druhů rostlin. Projekt založily Královské botanické zahrady (Kew) a Missourská botanická zahrada v roce 2009.
 Cílem bylo udržovat kompletní seznam všech známých druhů. Projekt byl ukončen v roce 2013 a data byla převzata do World Flora Online (WFO).